# Shénkursk
Shénkursk (en ruso: Шенкурск) es una ciudad de Rusia perteneciente al óblast de Arcángel y centro administrativo del raión de Shenkurski. Está situada en  la orilla derecha del río Vaga y a 300 kilómetros al sur de Arcángel. Su población en el año 2006 era de 5922 habitantes . 

## Historia
Shénkursk aparece por primera vez, en 1315, en documentos de negociantes de Nóvgorod. Iván el Terrible se refiere a este lugar como la ciudad de Vaga y lo incorpora en su opríchnina.
En esta época, había una fortaleza y una residencia para el obispo local.
Teodoro I de Rusia cedió Shenkursk a su cuñado, Borís Godunov, que la legó a su propio yerno, Johan de Schleswig-Holstein. Los Románov presentaron el distrito al príncipe  Dmitri Troubetskoy como su vótchina. Tras su muerte, la ciudad volvió a la corona. En 1640-1643, el zar ordenó la construcción de una nueva fortaleza en Shenkursk. 
Catalina II de Rusia otorgó el título de ciudad a Shenkursk en 1780 .

## Geografía

### Clima
| Parámetros climáticos promedio de Shénkursk | Parámetros climáticos promedio de Shénkursk | Parámetros climáticos promedio de Shénkursk | Parámetros climáticos promedio de Shénkursk | Parámetros climáticos promedio de Shénkursk | Parámetros climáticos promedio de Shénkursk | Parámetros climáticos promedio de Shénkursk | Parámetros climáticos promedio de Shénkursk | Parámetros climáticos promedio de Shénkursk | Parámetros climáticos promedio de Shénkursk | Parámetros climáticos promedio de Shénkursk | Parámetros climáticos promedio de Shénkursk | Parámetros climáticos promedio de Shénkursk | Parámetros climáticos promedio de Shénkursk |
| Mes                                         | Ene.                                        | Feb.                                        | Mar.                                        | Abr.                                        | May.                                        | Jun.                                        | Jul.                                        | Ago.                                        | Sep.                                        | Oct.                                        | Nov.                                        | Dic.                                        | Anual                                       |
| ------------------------------------------- | ------------------------------------------- | ------------------------------------------- | ------------------------------------------- | ------------------------------------------- | ------------------------------------------- | ------------------------------------------- | ------------------------------------------- | ------------------------------------------- | ------------------------------------------- | ------------------------------------------- | ------------------------------------------- | ------------------------------------------- | ------------------------------------------- |
| Temp. máx. abs. (°C)                        | 3.5                                         | 5.0                                         | 13.6                                        | 26.0                                        | 31.0                                        | 35.6                                        | 34.9                                        | 35.7                                        | 28.6                                        | 20.6                                        | 12.7                                        | 5.9                                         | 35.7                                        |
| Temp. máx. media (°C)                       | -9.2                                        | -7.0                                        | -0.2                                        | 7.5                                         | 15.3                                        | 20.9                                        | 23.7                                        | 19.7                                        | 13.1                                        | 5.4                                         | -2.4                                        | -6.4                                        | 6.7                                         |
| Temp. media (°C)                            | -12.9                                       | -10.9                                       | -4.8                                        | 2.8                                         | 9.8                                         | 15.3                                        | 18.3                                        | 15.0                                        | 9.4                                         | 3.0                                         | -4.8                                        | -9.6                                        | 2.6                                         |
| Temp. mín. media (°C)                       | -16.5                                       | -14.7                                       | -9.3                                        | -2.0                                        | 4.3                                         | 9.8                                         | 12.8                                        | 10.2                                        | 5.7                                         | 0.5                                         | -7.3                                        | -12.9                                       | -1.6                                        |
| Temp. mín. abs. (°C)                        | -45.5                                       | -40.5                                       | -36.7                                       | -27.1                                       | -7.4                                        | -1.8                                        | 2.9                                         | -0.6                                        | -6.6                                        | -17.2                                       | -35.9                                       | -40.7                                       | -45.5                                       |
| Precipitación total (mm)                    | 34.0                                        | 27.5                                        | 25.6                                        | 37.8                                        | 48.1                                        | 58.0                                        | 68.1                                        | 75.1                                        | 51.7                                        | 51.5                                        | 43.7                                        | 40.4                                        | 561.5                                       |
| Fuente: Шенкурск - meteolabs.ru             |                                             |                                             |                                             |                                             |                                             |                                             |                                             |                                             |                                             |                                             |                                             |                                             |                                             |

## Evolución Demográfica
| 1,500                      | 5,400 | 7,600 | 7,424 | 5,922 |
| (Fuente: [cita requerida]) |       |       |       |       |

- Datos: Q198299
- Multimedia: Shenkursk / Q198299